# Carlos Reygadas
Carlos Reygadas (ur. 10 października 1971 w mieście Meksyk) – meksykański reżyser, scenarzysta i producent filmowy. Tworzy kino artystyczne, często nagradzane na głównych festiwalach filmowych na świecie. Zdobywca nagrody za reżyserię na 65. MFF w Cannes za film Post tenebras lux (2012).

## Filmografia

### Reżyser

#### Filmy fabularne
- 2002: Japón
- 2005: Bitwa w niebie (Batalla en el cielo)
- 2007: Ciche światło (Stellet licht)
- 2009: Serenghetti
- 2010: Rewolucja (La revolución) - epizod Este es mi reino
- 2012: Post tenebras lux
- 2014: Short Plays - epizod Mexico
- 2018: Nasz czas (Nuestro tiempo)

#### Filmy krótkometrażowe
- 1999: Maxhumain
- 1999: Jeńcy (Prisioneros)
- 2010: 42 One Dream Rush - epizod[2][3]